# الإمبراطورية الاستعمارية الفرنسية الأولى
الإمبراطورية الاستعمارية الفرنسية الأولى، بدأت هذه الإمبراطورية مع عصور الاستكشاف الأولى، حيث تم تأسيس المرفأ الملكي بمستعمرة أكاديافي أمريكا الشمالية، بدأت هذه الإمبراطورية سنة 1500م، وباءت المحاولات الفرنسية الأولى لإيجاد مستعمرات بالفشل وذلك عام 1612م ولكن المنافسة البرتغالية الإسبانية كانت عنصر إحباط لهذه الدولة الاستعمارية، بالإضافة للحروب الدينية في تلك الحقبة ولكن حدث توسع مفاجئ للأقاليم الفرنسية بأمريكا الشمالية 1699م كما تم تاسيس محمية سانث كيثس في 1625م.